# Tōon, Ehime
Tōon (東温市 Tōon-shi) là một thành phố thuộc tỉnh Ehime, Nhật Bản.